# Coenonympha eryngii
Coenonympha eryngii är en fjärilsart som beskrevs av Edwards 1897. Coenonympha eryngii ingår i släktet Coenonympha och familjen praktfjärilar. Inga underarter finns listade i Catalogue of Life.